# Mauritius Commercial Bank
Mauritius Commercial Bank (en francés: Banque commerciale de Maurice) es uno de los principales bancos comerciales de Mauricio, y el más antiguo.

## Historia
El banco fue fundado por un grupo de industriales de Port Louis el 1 de septiembre de 1838 con un capital de 100.000 libras esterlinas. El gobernador colonial de la época, Sir William Nicolay, proclamó la fundación de La Banca Comercial de Mauricio.
En 1839, la reina Victoria aprobó una cédula real autorizando al banco a funcionar durante un periodo de veinte años. Esta cédula fue renovada hasta 1955, año en el cual el MCB se convierte en una sociedad de responsabilidad limitada.
A partir de 1920, la banca comercial empieza su expansión con la apertura de la primera sucursal en Curepipe, seguida de varias otras en diversas localidades de la isla.
De 1991 a 1999, el MCB empieza sus operaciones bancarias en París, La Reunión y Mayotte bajo la enseña de la Banque Française Commerciale Océan Indien (BFCOI) y abrió sucursales del MCB en Madagascar, Mozambique y las Seychelles.
En 2003, el grupo MCB acuerda una empresa conjunta al 50% con Société Générale de Francia para gestionar la BFCOI.